# Spintharus argenteus
Spintharus argenteus är en spindelart som beskrevs av Sarah Creecie Dyal 1935. Spintharus argenteus ingår i släktet Spintharus och familjen klotspindlar.
Artens utbredningsområde är Pakistan. Inga underarter finns listade i Catalogue of Life.